# Скотти, Филиппо
Филиппо Скотти (итал. Filippo Scotti; род. 22 декабря 1999, Граведона, Ломбардия) — итальянский актёр, лауреат Премии Марчелло Мастроянни Венецианского кинофестиваля (2021).

## Биография
Филиппо Скотти родился 22 декабря 1999 года в Граведоне на севере Италии. Оба его родителя учителя. В дальнейшем, ребёнком переехал с семьёй в Неаполь. С 2010 года посещал  различные театральные курсы и мастер-классы. В 2017 году он дебютировал в спектакле «Маркиза ди Колиньи» в постановке Патриции Ди Мартино в театре Беллини в Неаполе. Затем он снялся в нескольких короткометражных фильмах. В 2021 году снялся в главной роли неаполитанского подростка Фабьетто Скизы в фильме «Рука Бога» Паоло Соррентино, который получил очень хорошие отзывы критиков и премию Большого жюри Венецианского кинофестиваля, а сам Скотти — премию Марчелло Мастрояни, которая в качестве одной из наград того же  кинофестиваля ежегодно вручается за лучшую роль первого плана одному молодому актёру или актрисе, как гражданам Италии, так и иностранцам. Кроме этого, за участие в том же фильме, Скотти в 2022 году был номинирован на премию «Давид ди Донателло» за лучшую мужскую роль.

## Дальнейшее чтение
- Ford, Rebecca (8 October 2021). Filippo Scotti Comes of Age in The Hand of God. Vanity Fair.
- Veitch, Mara (8 December 2021). Meet Filippo Scotti, the Beguiling Star of The Hand of God. Interview.
- Terranova, Giorgio (9 December 2021). Chi è Filippo Scotti? Biografia, carriera e vita privata del protagonista di È stata la mano di Dio.